# 張佑
張佑（1477年—？），字吉孚，直隸天津左衛官籍，河南上蔡縣人，明朝政治人物。

## 生平
正德五年（1510年）庚午科順天府鄉試第十一名舉人。正德十六年（1521年）中式辛巳科會試第二百三十名，登第三甲第一百三十五名進士。

## 家族
曾祖張忠，副千戶；祖父張安，副千戶；父張昇，副千戶。母周氏（封宜人）。永感下。兄张俊，副千户；张傑、张佐。